# نيل وليامز (ممثلة)
نيل وليامز (بالإنجليزية: Nell Williams)‏ هي ممثلة بريطانية، ولدت في 13 سبتمبر 1998 في هكني ‏ في المملكة المتحدة.

## وصلات خارجية
- نيل وليامز (ممثلة) على موقع IMDb (الإنجليزية)
- نيل وليامز (ممثلة) على موقع ألو سيني (الفرنسية)
- نيل وليامز (ممثلة) على موقع قاعدة بيانات الفيلم (الإنجليزية)